# 愛媛わんわん村
愛媛わんわん村（えひめわんわんむら）は、かつて愛媛県東温市にあった犬のテーマパークである。ファームが開設した。愛称は「バウワウビレッジ」。

## 概要
四国初の犬のテーマパークとして2002年4月6日にオープンした。元々は足立の庄と呼ばれる高畠華宵の作品を収集した大正ロマンをテーマとした施設であった。2001年、「足立の庄」は閉鎖され2002年に「愛媛わんわん村」としてリニューアルされた。足立の庄に併設されていた高畠華宵大正ロマン館は別施設として運営が継続された。所在地は、2021年現在も残る「高畠華宵大正ロマン館」の北側に隣接していた。
マルチーズやトイプードルなど40種類・約200匹の犬を展示（出典によっては50種類150匹とも）。敷地面積は98000平米あった。敷地はファームが所有し、運営は高松市のセラピーが行った。

## 設備
ドッグレースやお散歩コーナーを備え、「犬と触れ合える施設」としてブリーダーから愛犬家まで人気を集めた。犬の障害物走やフリスビーショーなどがある「わんわんショー」がテーマパークのメインであった。「展示犬＆おさんぽ犬」コーナーでは、世界の珍しい犬種の展示や散歩犬の貸出しを行った。プロのトリマーによる「わんわん美容室」や、犬の宿泊施設、子犬の販売コーナーも設けられた。

## 閉鎖
年間15-16万人の集客を見込んでいたが、年間入場者数は初年度の10万人を機に減少、セラピーとの契約は5年間であったが、契約を更新しないことを決定し2006年8月31日で閉鎖された。ファームは、500戸の分譲住宅となるとして、2012年より住宅地として分譲する方針としていたが、実現しなかった。2021年現在は、駐車場とその周囲が旭食品の松山支店として使用されている他、いくつかの企業が跡地に進出しているだけで大半は荒地となっている。

## 近隣施設
- 高畠華宵大正ロマン館
- 拝志神社